# Masahiro Kotaka
Masahiro Kotaka (n. 18 februarie 1960, Prefectura Hyōgo, Japonia) este un halterofil ce a reprezentat Japonia, medaliat olimpic. A participat la o ediție a Jocurilor Olimpice (1984) în care a câștigat o medalie de bronz.

## Participări
Lista de mai jos prezintă principalele competiții la care a participat Masahiro Kotaka de-a lungul carierei.
- weightlifting at the 1984 Summer Olympics – men's 56 kg[*]